# Franz Bulla
Franz Bulla, Friedrich Heinrich Bulla, (ur. w 1754 r. w Pradze – zm. 15 stycznia 1819 we Lwowie) – niemiecki aktor teatralny, reżyser i dyrektor niemieckiego teatru miejskiego we Lwowie.
Karierę sceniczną rozpoczął jako aktor w 1776 roku. W 1781 roku objął dyrekcję teatru miejskiego w Linzu, a po trzech latach w Pradze. Od roku 1789 do śmierci mieszkał we Lwowie i prowadził wraz z Franzem Kratterem niemiecki teatr miejski. Był autorem sztuk teatralnych wystawianych na deskach tego teatru. Jako dyrektor sceny niemieckiej ściśle współpracował z polską dyrekcją sceny (Wojciechem Bogusławskim – w latach 1796–1798, i Janem Nepomucenem Kamińskim – od roku 1809).